# Colour Haze
Colour Haze (CH) ist eine deutsche Stoner- und Psychedelic-Rock-Band.
Colour Haze wurde im August 1994 von Stefan Koglek, Tim Höfer und Christian Wiesner in München gegründet. Die Band gehört damit zu den ältesten und bekanntesten deutschen Stoner Rock-Bands. Die aktuelle Bandbesetzung umfasst die langjährigen Mitglieder Stefan Koglek (Gesang, Gitarre) und Manfred Merwald (Schlagzeug) sowie Jan Faszbender (seit 2019, Keyboards) und  Mario Oberpucher (seit 2020, Bass).

## Stil
Anfänglich starke Black-Sabbath-Einflüsse nahmen vor allem mit dem 1999 erschienenen Album Periscope zu Gunsten eines basslastigen Klangbilds ab. Charakteristisch wirkt dabei Kogleks Gitarrenspiel. Mit den Alben Ewige Blumenkraft und Los Sounds de Krauts entwickelte die Band ihren Stil mit komplexeren Songstrukturen, Jazzelementen und zunehmenden Jamparts kontinuierlich weiter. Kogleks Gesang ist stark zurückgenommen und fungiert als zusätzliches reines Melodieinstrument.

## Diskografie
- 1995: Chopping Machine
- 1998: Seven
- 1999: Periscope
- 2000: CO2
- 2001: Ewige Blumenkraft
- 2003: Los Sounds de Krauts
- 2004: Colour Haze
- 2006: Tempel
- 2008: All
- 2009: Colour Haze – Burg Herzberg (live)
- 2012: She Said
- 2014: To the Highest Gods We Know
- 2016: Live-Vol.1-Europa Tour 2015
- 2017: In Her Garden
- 2019: We Are
- 2022: Sacred